# 昇捷控股
昇捷管理服務有限公司，簡稱昇捷管理（英語：Synergis Management Services Limited，港交所：2340），於1978年由新昌集團設立新昌管理服務有限公司。2008年，成為新昌營造集團有限公司旗下，前身為「新昌管理集團有限公司」。現為華潤物業旗下。
現時業務在香港經營管理、顧問服務、推廣、租賃、竣工樓房及設施的日常管理及改善工程，包括荃威中心，現時主席為朱俊浩，其母親為該公司最大股東朱李月華女士。總部位於香港九龍觀塘觀塘道334-336號KT336。
招股價為0.75港元，發行新股為8000萬股，集資額為6000萬港元，而股份則在2003年10月9日於港交所主板上市。
2017年8月18日，更名為「昇捷管理服務有限公司」，前名稱為新昌管理服務有限公司。

## 物業管理
現時新昌管理物業及設施包括政府機構、物業發展商、業主立案法團、企業等超過270項，當中包括超過163,000個住宅單位及總面積達200萬平方米的工商物業。

### 香港業務
截至2008年9月30日，新昌合共管理246個項目，其中包括約159,000個香港住宅單位。新增住宅合約包括大型住宅發展項目如新一期居者有其屋計劃屋苑東濤苑，以及租者置其屋計劃之大型屋邨翠屏（北）邨。新昌亦成功取得兩份自2008年9月1日起計為期三年的物業服務合約，包括8個公共屋邨共28,767個住宅單位。
2020年11月4日，昇捷控股公布，有關於公司於2019年1月18日向香港高等法院原訟法庭提交針對新昌集團的清盤呈請，公司於11月2日同意撤銷呈請。撤銷呈請對公司並無任何財務影響。

### 中國大陸業務
新昌與若干發展商及房地產投資基金組成合作夥伴，擔任彼等的項目顧問，以建立長期合作夥伴關係模式。其中一位合作夥伴為房地產發展公司ECM集團（捷克房地產發展公司）
的附屬公司ECM China，新昌擔任ECM China北京中關村的甲級寫字樓（建築面積：36,000平方米）及購物中心（建築面積：76,773平方米）的顧問。新昌亦於2008年5月開始為新澤控股於蘇州所開發面積逾389,000平方米的高級住宅及商用物業提供顧問服務。
新昌亦透過與瑞安房地產的合資企業將業務覆蓋區域由北京及上海拓展至武漢與重慶並獲得多份顧問及管理合約。

## 收購
2008年8月29日，香港聯合交易所主板上市公司新昌營造收購新昌管理之控股權益。
2016年，金利豐行政總裁朱李月華以其於英屬處女島註冊成立之有限公司Champ Key Holdings Limited收購新昌管理集團64.38%股權及可換股優先股，成為集團主要股東
2022年1月，華潤集團旗下的華潤物業收購昇捷控股的物業及設施管理業務。

## 附屬公司
新昌管理服務有限公司設立多間全資附屬公司，包括：
1. 新盛保安服務有限公司
2. 宏潔服務有限公司
3. 卓領工程有限公司
4. 諾迅服務有限公司
5. 洗衣樂服務有限公司[1]